# Charles Triplett O'Ferrall
Charles Triplett O'Ferrall (Bath, 21 ottobre 1840 – Richmond, 22 settembre 1905) è stato un politico statunitense.

## Biografia
Fu il quarantaduesimo governatore della Virginia. Figlio di John e Jane Laurens Green O'Ferrall.
Durante la guerra di secessione americana combatté nel reggimento di cavalleria per i confederati. Studiò al Washington College. Alla sua morte il corpo venne seppellito al Hollywood Cemetery.